# Juniperus saxicola
Juniperus saxicola là một loài thực vật hạt trần trong họ Cupressaceae. Loài này được Britton & P.Wilson mô tả khoa học đầu tiên năm 1923.